# 小名浜岡小名
小名浜岡小名（おなはま おかおな）は、福島県いわき市の大字である。郵便番号は971-8151。

## 地理
いわき市南東部の小名浜地区に属し、地区中部に位置する。北で鹿島町御代、鹿島町船戸、東で小名浜上神白、湘南台、小名浜下神白、南で小名浜、西で小名浜大原、小名浜相子島とそれぞれ隣接する。概ね町村制施行以前の磐前郡岡小名村の流れを汲む地域である。小名川中上流域を範囲とし、南側の平野部は小名浜市街地郊外の住宅地として発展している。小名浜岡小名内に所在するいわき東警察署及び小名浜に所在する小名浜消防署がそれぞれ管轄にあたる。

### 主な字
字
- 高田
- 前原前
- 前原
- 仏玄前
- 水押
- 権現山
- 池袋

- 住ケ谷
- 猿網
- 池ノ内
- 岸
- 岸前
- 反町
- 後林

- 籠田
- 山ノ神
- 作前
- 作
- 御代坂
- 広畑
- 荒工

- 塩田
- 山田作
- 馬上
- 馬上前
- 台ノ上
- 台ノ下
- 沖

- 小館
- 立石
- 高浜
- 原木田
- 小堤

字表記の無い地区
- 一～四丁目

### 河川
- 小名川

## 歴史
- 1879年1月27日 - 幕府領岡小名村が福島県内における郡区町村制の施行により磐前郡の村となる[4]。
- 1889年4月1日 - 町村制の施行により岡小名村が住吉村、林城村、相子島村、大原村、南富岡村、島村、金成村、岩出村、野田村と合併し、磐前郡玉川村が発足する。旧岡小名村域は玉川村の大字となる[4]。
- 1896年4月1日 - 磐前郡と周辺郡との合併により石城郡が発足し、石城郡玉川村となる[4]。
- 1931年8月15日 - 石城郡小名浜町に編入され、小名浜町の大字となる[4]。
- 1954年3月31日 - 小名浜町が泉町、渡辺村、江名町と合併、磐城市が発足し、磐城市の大字となる[4]。
- 1966年10月1日 - 磐城市が平市・常磐市・内郷市・勿来市、石城郡小川町・遠野町・四倉町・川前村・田人村・好間村・三和村、双葉郡久之浜町・大久村と合併しいわき市となり、いわき市小名浜地区の大字となる[4]。
- 1975年 - 一部が小名浜へ編入される。[4]。
- 1990年 - 宅地造成に伴い湘南台が分離し設置される[4]。

## 世帯数と人口
2023年10月31日現在の世帯数と人口は以下の通りである。
| 大字         | 世帯数   | 人口   |
| ------------ | -------- | ------ |
| 小名浜岡小名 | 2103世帯 | 4850人 |

## 小・中学校の学区
市立小・中学校に通う場合、学区は以下の通りとなる。
| 番地                                                                               | 小学校                     | 中学校                     |
| ---------------------------------------------------------------------------------- | -------------------------- | -------------------------- |
| 下記を除く全域                                                                     | いわき市立小名浜第一小学校 | いわき市立小名浜第一中学校 |
| 高田、前原前、岸の一部、 岸前の一部、沖の一部                                      | いわき市立小名浜第一小学校 | いわき市立小名浜第二中学校 |
| 前原、仏玄前、水押、権現山、 池袋、住ケ谷、塚田、猿網、 薬師前、池ノ内、一～四町目 | いわき市立小名浜東小学校   | いわき市立小名浜第二中学校 |
| 原木田の一部                                                                       | いわき市立小名浜西小学校   | いわき市立小名浜第一中学校 |

## 交通

### 道路
- 福島県道26号小名浜平線
- 福島県道66号小名浜小野線
  - 岡小名トンネル
  - 相子島トンネル

## 施設
- 福島県警察いわき東警察署
- 小名浜生協病院
- いわき市立小名浜第一中学校
- いわき市立小名浜第二中学校
- いわき市立小名浜第一小学校
- カインズ いわき小名浜店
- マルト 岡小名店
- 山新 小名浜店